# Ułęż (gmina)
Ułęż – gmina wiejska w województwie lubelskim, w powiecie ryckim. W latach 1975–1998 gmina położona była w starym województwie lubelskim.
Siedziba gminy to Ułęż w którym mieszka ok. 1/6 mieszkańców gminy.
30 czerwca 2004 gminę zamieszkiwało 3646 osób, 31 grudnia 2017 roku – 3233 osoby. Natomiast 31 grudnia 2021 roku gminę zamieszkuje 3113 osoby i jest to najmniej ludna gmina powiatu ryckiego.

## Struktura powierzchni
Gmina Ułęż ma obszar 83,56 km² (2002 r.), w tym:
- użytki rolne: 57%
- użytki leśne: 23%

Gmina stanowi 13,58% powierzchni powiatu.

## Demografia

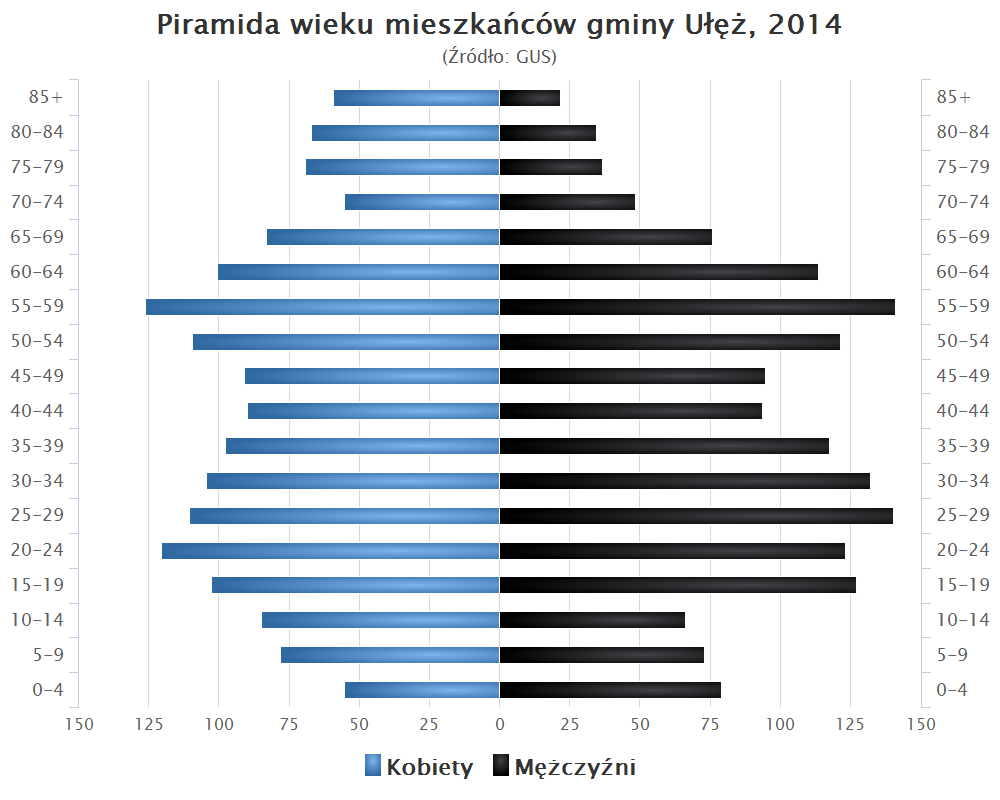
Piramida wieku mieszkańców gminy Ułęż w 2014 roku

Dane z 31 grudnia 2021:
| Opis                              | Ogółem | Ogółem | Kobiety | Kobiety | Mężczyźni | Mężczyźni |
| --------------------------------- | ------ | ------ | ------- | ------- | --------- | --------- |
| jednostka                         | osób   | %      | osób    | %       | osób      | %         |
| populacja                         | 3113   | 100    | 1557    | 50      | 1556      | 50        |
| gęstość zaludnienia (mieszk./km²) | 38     | 38     | 19      | 19      | 19        | 19        |

## Miejscowości
Sołeckie
Białki Dolne, Białki Górne, Drążgów, Korzeniów, Lendo Ruskie, Miłosze (część wsi Korzeniów), Podlodówka, Sarny, Sobieszyn, Ułęż, Wąwolnica, Zosin, Żabianka.
Pozostałe miejscowości
Brzozowa, Drewnik, Osmolice, Podlodów, Sarny (osada leśna), Stara Wólka.

## Sąsiednie gminy
Adamów, Baranów, Jeziorzany, Nowodwór, Ryki, Żyrzyn